# Одзимэ

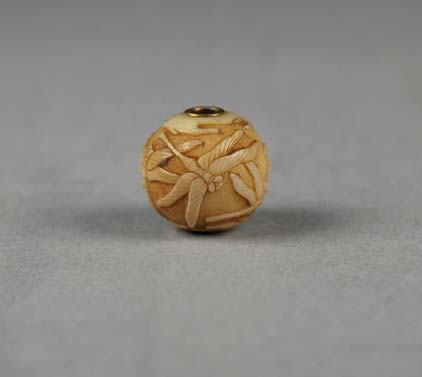
Резная бусина из кости с узором в виде стрекоз, XIX в.

Одзимэ (яп. 緒締め, «пряжка для шнурка») — в японском историческом костюме — вид крупных бусин, надеваемых в качестве пряжек на шнурки, к которым подвешивались сагэмоно или инро. Помимо утилитарных функций, одзимэ несли эстетическую нагрузку, так как зачастую являлись произведениями искусства. Изготовлялись, как и нэцкэ, из слоновой кости, дерева, рога и тому подобных материалов, реже — из стекла или фарфора. Встречаются одзимэ круглой, продолговатой формы или в виде разнообразных фигурок.